# Erwin Holzbaur
Erwin Joseph Holzbaur (* 8. April 1927 in Mindelheim; † 19. September 2010 ebenda) war ein deutscher Lehrer, Heimatpfleger, Kunstmaler und Kommunalpolitiker.

## Leben

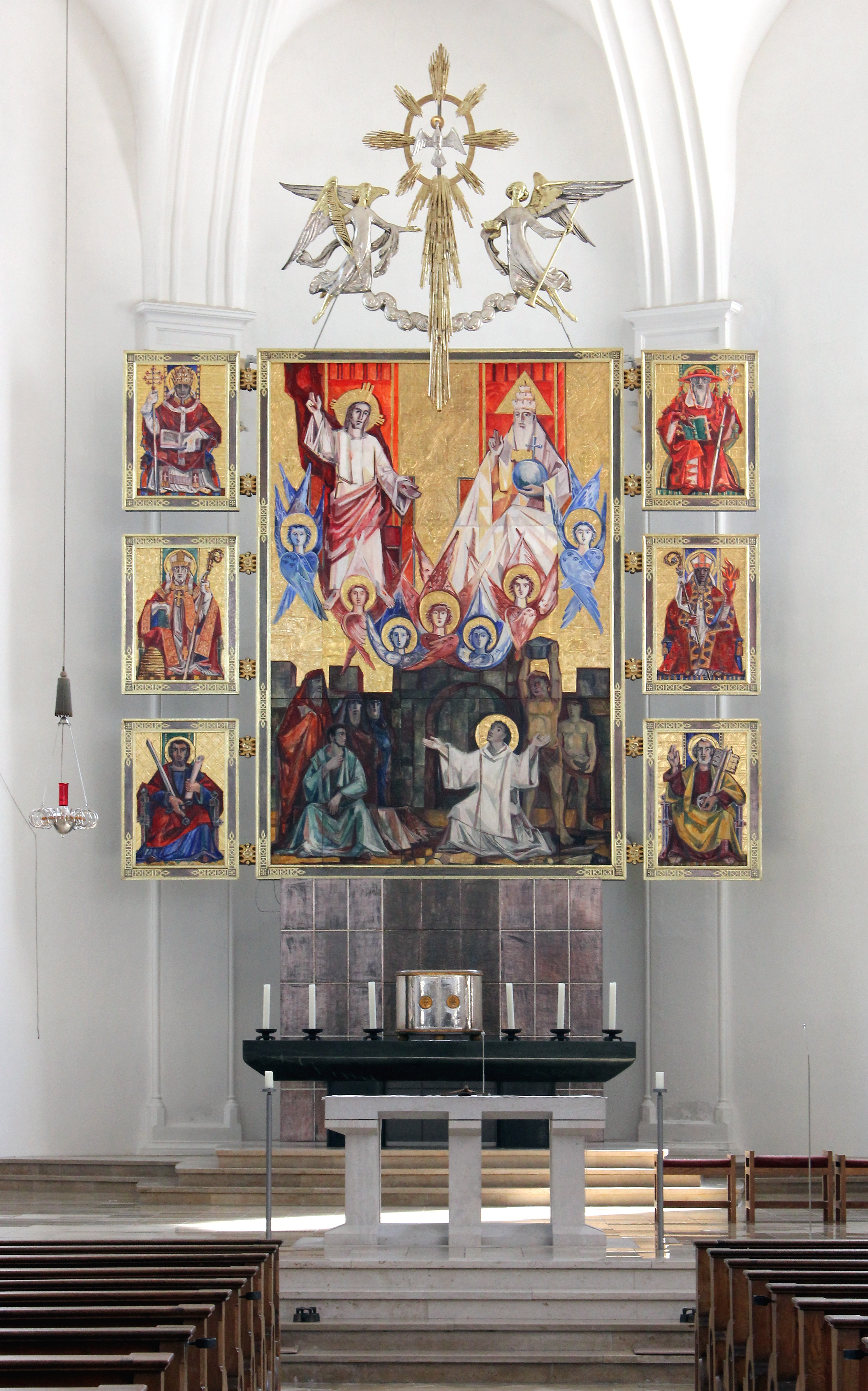
Altarbild von Erwin Holzbaur in St. Stephan, Mindelheim

Holzbaur kam 1953 als Lehrer an das Maristenkolleg in Mindelheim, an dem er bis zu seiner Versetzung in den Ruhestand im Jahr 1990 tätig war.
Ehrenamtlich war er daneben als Kreisheimatpfleger des Landkreises Unterallgäu tätig. Er war seit dessen Gründung im Jahr 1971 1. Vorsitzender des Geschichtsvereins Freundeskreis Alt-Mindelheim. Dem Kreisrat des Landkreises Unterallgäu gehörte er von 1978 bis 1996 an.

## Maler
Holzbaur war als Maler künstlerisch aktiv. Zum einen sind seine modernen Freskomalereien bekannt, die vor allem in der Region Mittelschwaben zahlreiche Kirchen, Kapellen und Häuserfassaden zieren. 
Eines seiner bekannten Werke ist das Altarbild in der Stadtpfarrkirche St. Stephan in Mindelheim, das er 1961/1962 schuf. Im Mittelteil zeigt es unten in düsteren Farben die Steinigung des heiligen Stephanus, darüber leuchtend die Heilige Dreifaltigkeit mit dem Geist in Gestalt der Taube, der über dem Rahmen des Gemäldes und – damit symbolisch ausgedrückt – über der ganzen Welt schwebt. In den kleinen Tafeln sind links von oben nach unten Gregor, Ambrosius und Paulus, rechts Hieronymus, Augustinus und Petrus dargestellt.
Außer den Gemälden stellte Holzbaur jahrzehntelang Kostümentwürfe für das Mindelheimer Frundsbergfest her; er gilt als einer der maßgeblichen Initiatoren des Festes.

## Ehrenbürger
Erwin Holzbaur ist Ehrenbürger der Stadt Mindelheim. Er wurde 1978 mit dem Bundesverdienstkreuz am Bande, der kommunalen Verdienstmedaille in Bronze sowie der Landkreis-Ehrennadel ausgezeichnet. Mit dem Schriftsteller Arthur Maximilian Miller war er eng befreundet.